# Bhimrao Ramji Ambedkar

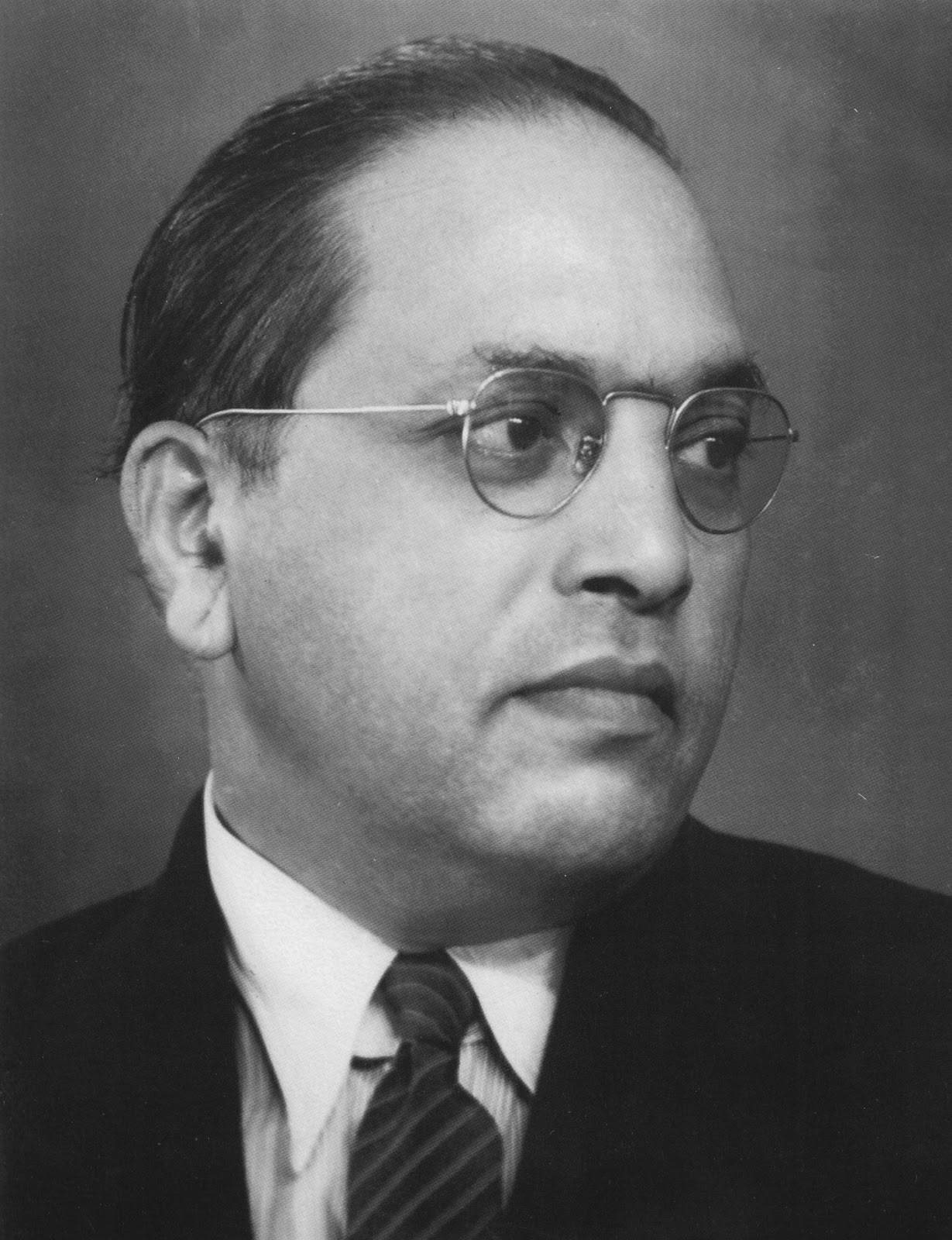
Bhimrao Ramji Ambedkar

Unterschrift von Dr. Babasaheb Ambedkar

Bhimrao Ramji Ambedkar (Marathi भीमराव रामजी आंबेडकर; * 14. April 1891 in Mhow; † 6. Dezember 1956 in Delhi), meist abgekürzt zu B. R. Ambedkar, auch bekannt unter seinem Ehrennamen Babasaheb Ambedkar, war ein indischer Rechtsanwalt, Politiker und Sozialreformer. Als Angehöriger der Mahar, einer vor allem in Maharashtra und den angrenzenden Bundesstaaten lebenden Bevölkerungsgruppe, die traditionell zu den Dalits gezählt wird, kämpfte Ambedkar gegen die soziale Diskriminierung durch das System der Kategorisierung der hinduistischen Gesellschaft in vier Varnas und das Kastenwesen. 1956 konvertierte er zum Buddhismus und löste damit eine Massenkonversion von hunderttausenden Dalits aus. In einer im Auftrag von History TV18 und CNN IBN durchgeführten Umfrage, wer der größte Inder nach Gandhi sei, erhielt B. R. Ambedkar im Juli 2012 die meisten Stimmen.

## Kindheit und Schulzeit
Ambedkar wurde in Mhow, einem von den Briten in Madhya Pradesh gegründeten Militärstützpunkt, als vierzehntes und letztes Kind von Ramji Maloji Sakpal und Bhimabai geboren. Seine Familie gehörte zur Kaste der Mahar, die zu den unberührbaren Kasten zählt. Die Familie stammte aus dem Ort Ambavade in Maharashtra. Der Vater verließ die Armee im Range eines Subedars, einem in der Indischen Armee in Britisch-Indien eingeführten Dienstgrad zwischen Unteroffizieren und Offizieren. 1894, nach dem Ausscheiden aus der Armee, ließ sich der Vater in Dapoli in Maharashtra nieder. Unter Hinweis auf seinen militärischen Rang erreichte der Vater, dass seine Söhne die von der Regierung unterstützte Schule besuchen durften. Über seine Erfahrungen in der Schule als Mitglied einer Kaste der Unberührbaren berichtet Ambedkar in Aufzeichnungen, die er in den 1930er Jahren verfasste. Im Klassenzimmer musste er in einer Ecke für sich allein auf einem Tuch sitzen, das er selbst mitbringen und waschen musste, da das Dienstpersonal, das die Aufgabe hatte die Schule zu reinigen, nichts reinigte, was er berührt hatte. Die Mitschüler aus den höheren Kasten durften, wenn sie Durst hatten, aus der Wasserleitung trinken. Er durfte als Unberührbarer den Wasserhahn nicht berühren und konnte nur trinken, wenn ein Arbeiter anwesend war, der ihm Wasser bringen konnte. Der Weg zu einer höheren Bildung stand ihm erst offen, als ein brahmanischer Lehrer, der das Talent des jungen Mannes erkannte, ihm den Gebrauch des brahmanischen Familiennamens Ambedkar anstelle seines ursprünglichen Familiennamens Ambavadekar, der sich von dem Herkunftsort seiner Familie herleitete, anbot.

## Studium und Ausbildung

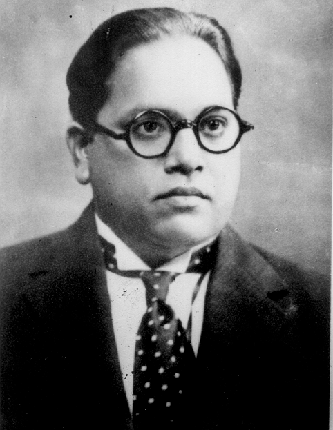
Ambedkar im Jahr 1912 als 21-Jähriger

1912 konnte er dank eines Stipendiums des Maharaja von Baroda, Sayaji Rao III. Gaekwad, in Bombay (heute: Mumbai) an dem renommierten Elphinstone College studieren. Sein Studium dort schloss er mit dem Grad eines Bachelor of Arts ab.
Weitere Stipendien ermöglichten ihm die Fortführung seiner akademischen Ausbildung. Zunächst studierte er an der Columbia University in New York Ökonomie und Jura. Seine Masterarbeit schrieb er über das Kastensystem. Den Ph.D. erwarb er mit einer Arbeit über das Finanzsystem in den Provinzen Britisch-Indiens. Großen Einfluss auf ihn hatte der amerikanische Philosoph und Pädagoge John Dewey, der zur selben Zeit an der Columbia-Universität lehrte.
Danach ging er nach London, schrieb sich in Gray’s Inn, einer der englischen Anwaltskammern, als Rechtsanwalt ein und begann eine weitere Doktorarbeit an der London School of Economics.
Beim Ministerium für Wissenschaft, Kunst und Volksbildung Berlin stellte Ambedkar am 25. April 1921 ein Immatrikulationsgesuch für die Universität Bonn, trat das Studium in Bonn aber nie an.

## Wirken in Indien
1923 kehrte Ambedkar, da sein Stipendium ausgelaufen war, als Rechtsanwalt nach Indien zurück. Beruflich bekleidete er zunächst das Amt des Finanzministers im Staat Baroda und wurde Professor für Nationalökonomie. Schließlich nach zwei Jahren nahm er sich ganz der Belange der Dalits an, wie die Unberührbaren der hinduistischen Gesellschaft genannt werden. Ein anderer Name für die Dalits ist die auf Mahatma Gandhi zurückgehende Bezeichnung Harijan (im Westen ungenau als „Kinder Gottes“ übersetzt, eigentlich: „Vishnu-Geborene“). Ambedkar bevorzugte den Begriff „Dalit“, der im Gegensatz zu „Harijan“ eine Eigenbezeichnung der unberührbaren Kasten ist und ein kämpferisches Element enthält.
Da der gleiche Zugang zu öffentlichen Einrichtungen für Dalits in der Praxis keinesfalls gegeben war, führte Ambedkar Tausende von ihnen in einem Protestmarsch im März 1927 zum Chowdar Wasserreservoir, um dort Wasser zu trinken. Kastenhindus führten daraufhin ausgedehnte Reinigungsrituale aus. Ambedkar versuchte nun den Rechtsweg zu beschreiten, der allerdings erst nach zehn Jahren zum Erfolg führte, was ihn zur Überzeugung brachte, dass man sich darauf nicht beschränken konnte, wollte man die elende Situation der Dalits verbessern. Im Mai 1936 bezeichnete er die Abkehr vom Hinduismus als wesentliches Element der Befreiung. Bis 1956 führte er Recherchen zum Befreiungspotential der Religionen, insbesondere von Buddhismus, Christentum und Islam, durch.

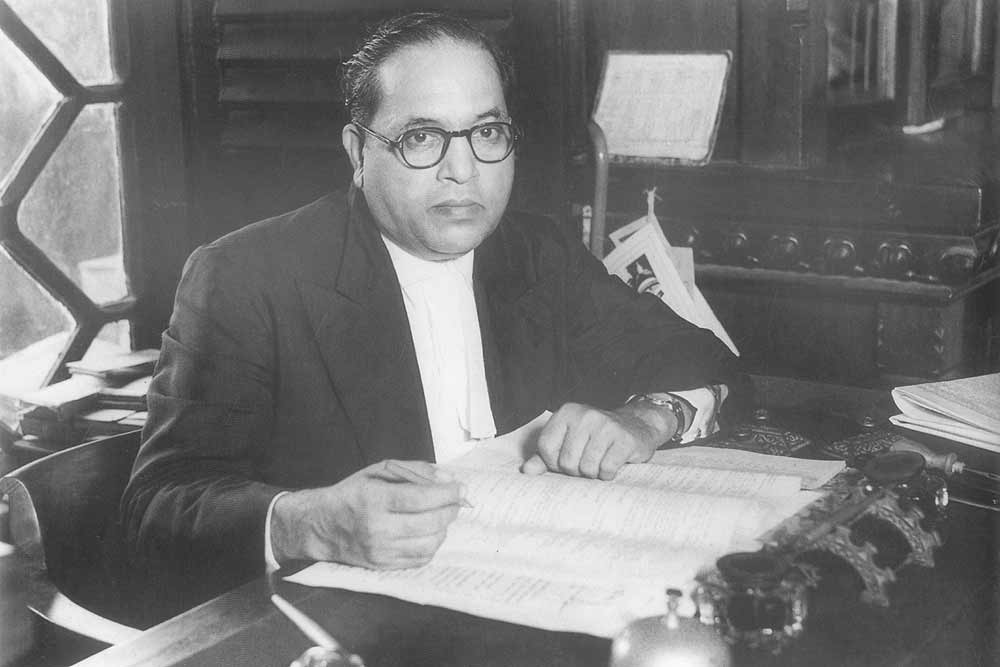
Ambedkar als Justizminister 1950

1947 wurde der inzwischen anerkannte politische und geistige Führer der Dalits Justizminister der ersten Regierung des unabhängigen Indiens. Er bekleidete den Vorsitz im Verfassungskomitee und war maßgeblich an der Ausarbeitung der indischen Verfassung beteiligt, als deren eigentlicher „Vater“ er gesehen wird. 1951 trat er als Minister zurück, nachdem er erkennen musste, dass die hinduistische Führungsschicht nicht bereit war, seinen Forderungen nach sozialer, wirtschaftlicher und politischer Gleichstellung der Dalits im vollen Umfang nachzukommen.
Am 14. Oktober 1956 trat Ambedkar in Nagpur im Rahmen einer großen Zeremonie gemeinsam mit ca. 388.000 Unberührbaren zum Buddhismus über, indem er die Dreifache Zuflucht nahm, wie es gemäß historischen Berichten vor etwas mehr als 2200 Jahren am gleichen Ort zum gleichen Tag der große Ashoka getan hatte. An dieser Stelle wurde das Deekshabhoomi errichtet. In der Lehre Buddhas sah er eine das Kastensystem zurückweisende und vernunftgeleitete, ja sozialrevolutionäre Religion, deren Ethik auf den Prinzipien der Gleichheit, Freiheit und Güte beruht.
In den folgenden Jahren vermehrte sich die Zahl der Konvertiten auf ca. 6 Millionen. Die Bewegung Ambedkars bewirkte somit eine Wiederbelebung des Buddhismus in Indien, der vom 4. Jahrhundert v. Chr. bis zum 8./9. Jahrhundert n. Chr. die führende geistige Kraft auf dem indischen Subkontinent gewesen war, dann aber im Zuge einer brahmanischen Gegenmission (ab dem 8. Jahrhundert) und der islamischen Eroberung Indiens (12./14. Jahrhundert) weitgehend aus seinem Ursprungsgebiet verdrängt wurde.
Obwohl Indien ein überwiegend hinduistisches Land ist, wurde auf Initiative Ambedkars das Symbol des Buddhismus, das „Rad der Lehre“ (dharmacakra), in die Nationalflagge Indiens aufgenommen, dieweil das berühmte „Löwenkapitell“ des buddhistischen Kaisers Ashoka (ca. 268–232 v. Chr.) zum Staatswappen der indischen Republik erkoren wurde.
Ambedkar verstarb nur wenige Monate nach seiner Konversion zum Buddhismus am 6. Dezember 1956.

## Ehrungen und Nachleben
Im April 1990 wurde ihm postum mit der Verleihung des Verdienstordens „Bharat Ratna“ (dt. Juwel Indiens) die höchste Ehre der indischen Republik zuteil. Sein Geburtstag am 14. April wird landesweit begangen.
Am 24. September 1995 wurde die Universität Agra ihm zu Ehren in Dr. Bhimrao Ambedkar University umbenannt.
Die von Ambedkar ins Leben gerufene „Gesellschaft für Volkserziehung“ mit zahlreichen Bildungsinstitutionen und die „Buddhistische Gesellschaft Indiens“ führen sein Werk fort. In Indien leben heute wieder etwa 10 Millionen Buddhisten.

## Schriften
- Annihilation of Caste. [Kritische kommentierte Neuausgabe mit den vom Autor in der 2. Aufl. 1937 und 3. Aufl. 1944 vorgenommenen Textkorrekturen. Herausgegeben von S. Anand, mit einem einführenden Essay der indischen Schriftstellerin Arundhati Roy].
  - Indische Ausgabe: Navayana, New Delhi 2014, ISBN 978-81-89059-63-7.
  - Englisch-amerikanische Ausgabe: Verso, London & Brooklyn 2014, ISBN 978-1-78168-831-1 (Print), ISBN 978-1-78168-832-8 (E-Book USA), ISBN 978-1-78168-830-4 (E-Book GB).
  - Deutsche Übersetzung: Die Auslöschung des Kasten-Systems. Draupadi Verlag, Heidelberg, 2019, ISBN 978-3-945191-46-0.